# Custines
Custines är en kommun i departementet Meurthe-et-Moselle i regionen Grand Est (tidigare regionen Lorraine) i nordöstra Frankrike. Kommunen ligger i kantonen Malzéville som tillhör arrondissementet Nancy. År 2022 hade Custines 3 095 invånare.

## Befolkningsutveckling
Antalet invånare i kommunen Custines
| Referens: INSEE |